# Hans Van Themsche

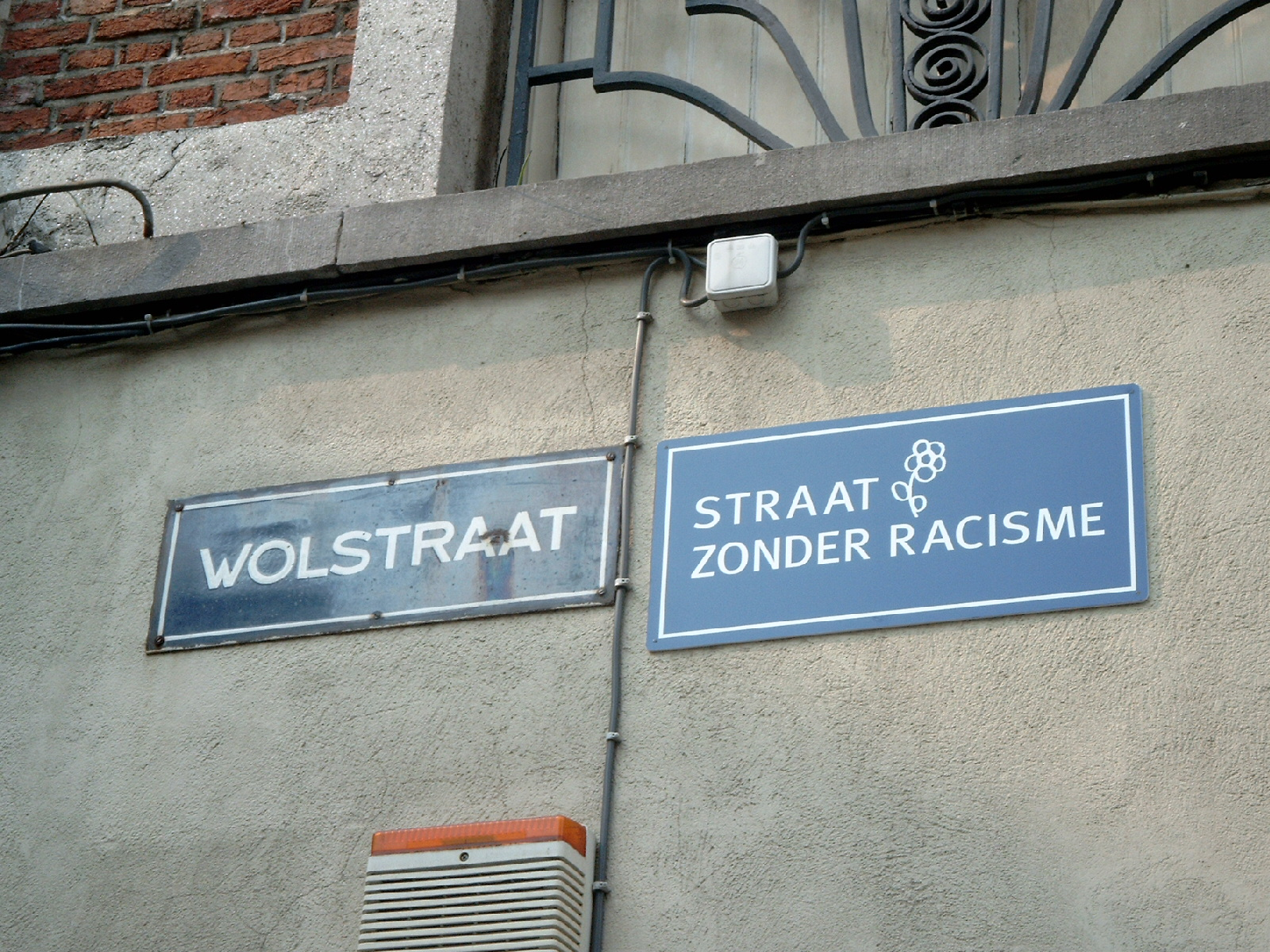
Antwerpen 2006

Hans Van Themsche (Wilrijk, 7 februari 1988) vermoordde op 11 mei 2006 in Antwerpen op straat twee personen: de Malinese vrouw Oulematou Niangadou en het tweejarig Belgisch meisje Luna Drowart dat bij haar was. Van Themsche was 18 jaar oud toen hij de schoten loste. Eerder verwondde hij ook Songül Koç, die op een bankje in de buurt een boek zat te lezen. De feiten vonden plaats in de Minderbroedersrui en in de Zwartzustersstraat.
Hij schoot Songül Koç neer omdat ze een hoofddoek droeg, en Oulematou Niangadou vanwege haar huidskleur. Het is op heden nog altijd een van de bekendste racistische terreurdaden in de Belgische geschiedenis. 
Hans Van Themsche groeide op in een vlaamsgezinde familie. Zijn grootvader was een voormalig  oostfronter, waarvan Van Themsche een nazidolk en een exemplaar van Mein Kampf erfde. Zijn vader, Peter Van Themsche, was lid van Vlaams Belang en actief geweest in Voorpost. Zijn tante Frieda Van Themsche was Kamerlid voor het Vlaams Belang op het ogenblik van de moorden. 

## Geschiedenis
Hans Van Themsche kocht een Winchester-jachtgeweer, type 336W en trok vervolgens op moordtocht. Het eerste slachtoffer dat hij die dag trof was de Turkse Songül Koç, een vrouw die op een bankje in de buurt een boek zat te lezen. Ze geraakte ernstig gewond, maar overleefde de aanslag.
Even later kruiste zijn pad dat van de Malinese au pair Oulematou Niangadou (1981) die aan het wandelen was met de tweejarige peuter Luna Drowart in de Zwartzustersstraat. Beiden werden vermoord. Op het moment van haar overlijden was Oulematou Niangadou 24 jaar oud. Op 19 mei werd Oulematou Niangadou begraven in Bamako.
De ouders van Luna Drowart hadden vlak bij de plaats van de moord een restaurant. Hun kennis Jan Decleir zong ter nagedachtenis van Luna Drowart een lied (Luna) tijdens de uitvaartdienst in de Antwerpse Sint-Pauluskerk. De groep Patrick's Hot Sugar Juice maakte een liedje voor Luna: Luna on My Mind.
Na de schietpartijen werd Van Themsche door een agent, Marcel Van Peel, tegengehouden, gemaand zijn geweer neer te leggen en toen hij dit niet deed, in de buik geschoten. Tot driemaal toe had de betreffende agent tegen hem geroepen: "Stop, politie! Leg uw wapen op de grond!" Van Themsche antwoordde daarop: "Schiet me maar dood.".
Tijdens het proces op 10 oktober 2007 werd Van Themsche op alle punten schuldig bevonden door het Hof van Assisen. Als gevolg van de schietpartij werd de goedkeuring voor de nieuwe Belgische wapenwet versneld zodat een legale "impulsaankoop" van wapens niet meer mogelijk is.

## Onderzoek

### Motief
Van Themsche verkeerde in een geagiteerde stemming omdat hij zijn kamer op de campus van het Vrij Agro- en Biotechnisch Instituut te Roeselare, zou kwijtraken. Hij was namelijk de dinsdagavond vóór de moorden betrapt toen hij in zijn kamer aan het roken was. Van Themsche heeft in zijn eerste verhoor toegegeven dat hij doelbewust op allochtonen mikte. Van Themsche had geen medeplichtigen.

### Afscheidsbrieven
Van Themsche liet in het internaat in Roeselare een afscheidsbrief achter. Donderdagmiddag, nog voor het incident, werd deze gevonden. Van Themsche bedankte zijn ouders voor wat ze voor hem hadden gedaan.

### Toerekeningsvatbaarheid
Het college van psychiaters verklaarde de dader toerekeningsvatbaar tijdens zijn moordende tocht door Antwerpen op donderdag 11 mei 2006. Later verklaarde de rechtbank de dader eveneens toerekeningsvatbaar.

## Proces

### Uitspraak Kamer van inbeschuldigingstelling
Begin juni 2007 raakte bekend dat de Kamer van inbeschuldigingstelling de 19-jarige beschuldigde verwees naar het Hof van Assisen. Het vooronderzoek bleek afgerond en een volksjury zou nu kunnen beslissen over het lot van de jonge schutter. Die zou er zich moeten verantwoorden voor de moorden op Luna Drowart en Oulematou Niangadou, en tevens voor de poging tot moord op Songül Koç. De meerderjarige dader werd voor het moment dat hij schietend door Antwerpen trok, volledig toerekeningsvatbaar geacht. Hij had zelfs verklaard speciaal voor deze gelegenheid geen alcohol te hebben genuttigd, "omdat hij goed wilde kunnen mikken."

### Assisenzitting
Tijdens het assisenproces, dat op maandag 1 oktober 2007 begon, voerde de procureur als verzwarende omstandigheid aan dat de feiten door racisme waren ingegeven. Daarmee werd Van Themsche de eerste in de geschiedenis van de Belgische rechtspraak die zich voor het Assisenhof moest verantwoorden als racistisch moordenaar omdat hij zijn slachtoffers bewust had uitgekozen op grond van hun etniciteit. Het openbaar ministerie verwees in dit verband naar artikel 405 quater, dat recent nog in overeenstemming was gebracht met de antidiscriminatiewet. Aan zijn schoolkameraden had Van Themsche immers op de dag voorafgaand aan de moorden meegedeeld dat hij een geweer wilde kopen, een twintigtal 'makaken' afschieten en vervolgens 'eervol' sterven in een vuurgevecht met de politie. Tijdens zijn proces bevestigde de verdachte dit nog eens door bij navraag door assisenvoorzitter Michel Jordens te verklaren dat het zijn bedoeling was "nog meer allochtonen neer te schieten" totdat de politie hem zou stoppen.
Advocaat Vic Van Aelst, raadsman van Koç, het enige overlevende slachtoffer, geloofde niet dat Van Themsche uit racistische motieven was gaan moorden maar meende dat de directe aanleiding moest worden gezocht in de persoonlijkheidsstructuur van de dader; voormalig assisenvoorzitter Edwin Van Fraechem was dit met hem eens.
Toen Van Aelst zijn mening, waar zijn cliënte Koç niet eerder op de hoogte gesteld werd, evenwel via de media naar buiten bracht, werd hij door haar als haar raadsman vervangen door Jos Vander Velpen, advocaat van de Liga voor Mensenrechten.

### Uitspraak
Op woensdagavond 10 oktober 2007, na drieënhalf uur beraadslaging werd Van Themsche op alle punten van de aanklacht unaniem schuldig bevonden door de assisenjury. Zij achtte dus ook de racistische motieven als grondslag voor de moorden afdoende bewezen.
De dag na de verkondiging van het oordeel van de jury werd Van Themsche ten slotte veroordeeld tot levenslange opsluiting. Zijn reactie op de uitspraak was: "Ik zal mijn straf aanvaarden. Ik zal trachten ze op een waardige manier door te komen".
De families van de slachtoffers reageerden opgelucht op de straf. Eén van hun woordvoerders verklaarde tegenover de verzamelde pers: "Natuurlijk krijgen wij onze geliefden hiermee niet terug, maar het geeft wel een goed gevoel dat er nu recht gedaan is."
Van Themsches raadsman, Pol Vandemeulebroecke, overwoog naar aanleiding van de uitspraak van de assisenjury het Europees Hof voor de Rechten van de Mens aan te roepen. Hij verklaarde "niet te zullen nalaten andere rechtsinstanties te raadplegen", omdat het proces tegen Van Themsche in wezen van tevoren al in de media was gevoerd, waardoor het onmogelijk was geworden nog een onbevooroordeelde jury te vinden. Vandemeulebroecke kon zich bovendien niet vinden in het feit dat de jury racisme aanwees als motief voor de moorden. "Voor racisme", aldus de raadsman, "is er een emotie van haat of afgunst nodig. Ik heb bij Van Themsche geen enkele emotie gezien."

### Burgerlijke eisen
Na de uitspraak van het Hof eisten de burgerlijke partijen voor ruim € 900.000 schadevergoeding. De afhandeling van deze eis werd uitgesteld tot 7 januari 2008 omdat de verdediging meer bewijsstukken vroeg om de vordering te verantwoorden. Eind juni 2009 werd duidelijk dat Van Themsche aan alle burgerlijke partijen samen in totaal ongeveer € 325.000  schadevergoeding moet betalen.

### Cassatieverzoek verdediging
Op 25 oktober 2007 raakte bekend dat Van Themsches advocaten cassatieberoep zullen aantekenen tegen het vonnis omwille van de rol die de media gespeeld hebben voor en na de rechtszitting. De advocaten halen aan dat er geen sprake was van een onbevooroordeelde jury. Zij stellen dat een proces in de rechtszaal dient gevoerd te worden en niet voor de tv-camera’s. Op 1 oktober 2010 werd bekend dat Van Themsche zijn advocaten vroeg de cassatieprocedure stop te zetten omdat hij geen nieuwe assisenzaak wilde. "Dat zou hij zelf niet aankunnen. Hij wil het zijn familie ook niet aandoen en vooral de familie van de slachtoffers niet", aldus zijn advocaten Pol Vandemeulebroucke en Bart Herman. Als jurist vonden zij het jammer dat Van Themsche ervan afzag.

## Strafuitvoering
Op 26 mei 2020 vroeg Van Temsche bij de strafuitvoeringsrechtbank een milder regime (beperkte detentie of een enkelband) aan. Een maand later besliste de strafuitvoeringsrechtbank om het verzoek af te wijzen.

## Vervolgplan
In 2024 kreeg Van Themsche een uitgaansvergunning voor een intakegesprek om zich te laten opnemen in een psychiatrische instelling, als eerste stap in de re-integratie naar de maatschappij. In juni 2025 oordeelt de strafuitvoeringsrechtbank dat hij een voorwaardelijke invrijheidstelling krijgt.

## Politieke en sociale gevolgen

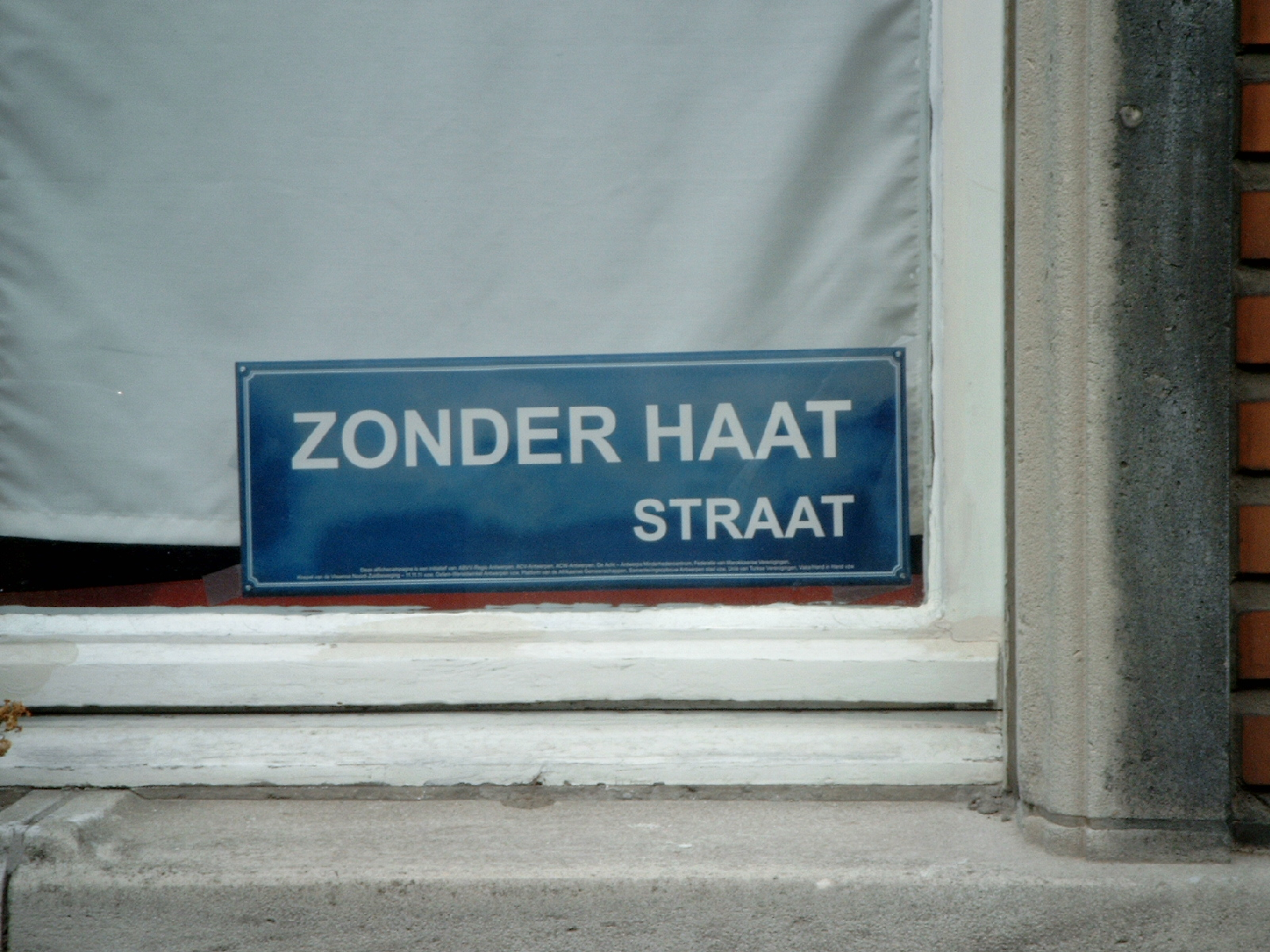
Antwerpen 2006

Als gevolg van de schietpartij is de goedkeuring van de nieuwe Belgische wapenwet versneld zodat een legale "impulsaankoop" van wapens niet meer mogelijk is. Aansluitend hierop zou op 15 juli 2007 in Antwerpen een verbod ingaan op het publiekelijk tentoonstellen van wapens in etalages. Het verbod heeft betrekking op alle vuurwapens, namaakwapens, dolken, knotsen, springmessen en valmessen of afbeeldingen daarvan.
De avond na de moorden waren er enkele confrontaties tussen Belgische en immigrantenjongeren te Mol. Nochtans bleef de situatie rustig. Na een herdenking op 14 mei 2006, die door de familie en vrienden van de slachtoffers werd georganiseerd, werden er veertig mensen preventief gearresteerd omdat zij een bedreiging zouden vormen voor een nationalistisch lokaal. In de nacht van 16 op 17 mei 2006 werd een molotovcocktail binnengeworpen in het bureau van een Vlaamse nationalistische organisatie te Berchem; de brand werd snel gedoofd.
Naar aanleiding van de moorden door Van Themsche in de binnenstad van Antwerpen op 11 mei 2006 werd een bord 'Straat zonder Racisme' toegevoegd aan de bestaande straatnaamborden van de Minderbroedersrui en de Wolstraat. Inwoners van Antwerpen plaatsten borden met de tekst Zonder Haat Straat achter het raam. In de aanloop naar de parlementsverkiezingen van 10 juni 2007 plaatste het Vlaams Belang straatnaamborden met de tekst Zonder Jihad Straat. Dit had alleen mediatiek effect, want de bordjes werden dadelijk vernietigd. Minister van Buitenlandse Zaken, Karel De Gucht, verklaarde vlak na de moorden dat hij niet alleen het Vlaams Belang, maar ook de aanhang van deze partij verantwoordelijk hield "voor het klimaat van racisme waarin de moorden plaatsvonden".

## Imitator
Op 23 mei 2006 verschanste een met een jachtgeweer gewapende jongeman zich in een braakliggend terrein te Kortrijk. Hij had zich net als Van Themsche gehuld in een lange zwarte jas. De jongeman kon door de politie zonder geweld overmeesterd worden. Het bleek om een leerling van dezelfde school als Van Themsche te gaan, maar beiden waren niet bevriend. Uit het sms-verkeer van de 18-jarige bleek dat hij zelfmoordplannen had na een breuk met een vriendin. Er zouden geen racistische motieven gespeeld hebben.

## Hedendaags
In januari 2024 werd er een driedelige documentaire van True Crime Belgium over Van Themsche uitgezonden op Play4. De opnames vonden plaats in juni 2023 in de gevangenis van Oudenaarde, waar Van Themsche vastzit. Hij werd geïnterviewd door gepensioneerd onderzoeksrechter Karel Van Cauwenberghe, die hem destijds ook had verhoord. Verder komen er nog nabestaanden van de slachtoffers, familieleden van Van Themsche, inspecteurs die het onderzoek hadden uitgevoerd en advocaten van de betrokken partijen aan het woord.